# Allium daninianum
Allium daninianum — вид трав'янистих рослин родини амарилісові (Amaryllidaceae), поширений у західній Азії.

## Поширення
Поширений у східному Середземномор'ї (Йорданія, Ліван, Палестина, Ізраїль та Сирія).
Цей вид трапляється в чагарниково-степових районах, батхі, середземноморському відкритому лісі та чагарниках, напівстепових чагарниках, чагарниково-степових, а також у гірській рослинності гори Гермон.

## Загрози та охорона
Значних загроз для цього виду немає.
Трапляється в заповідних територіях у частинах ареалу.